# Bungalov
Bungalov (angleško Bungalow) je nizka hiša v tropskih krajih, navadno z verando, tudi poletna hišica, namenjena za bivanje turistov ali družin. V sedemdesetih letih preteklega stoletja so tudi v Slovenski Istri gradili tovrstne bivanju turistov namenjene zgradbe, večinoma po načrtih arhitekta Eda Mihevca.